# Bultaco Frontera
La Bultaco Frontera fou un model de motocicleta fabricat per Bultaco entre 1975 i 1981, dissenyat específicament per a la pràctica de l'enduro (modalitat anomenada a l'època "Tot Terreny"). Al llarg de la seva vida comercial se'n produïren diverses versions en cilindrades variades -des dels 74 fins als 370 cc-, totes elles amb les següents característiques generals: motor de dos temps monocilíndric refrigerat per aire, bastidor de simple bressol (tret de les versions de 74 i 125 cc, en què era doble), frens de tambor i amortidors de forquilla convencional davant i telescòpics darrere.
Successora de la reeixida Matador creada el 1963, la Frontera fou també un dels models carismàtics de Bultaco i una de les motocicletes d'enduro més ben valorades pels experts durant la dècada de 1970. Tot i que s'adreçava especialment a pilots de nivell que volien competir-hi amb plenes garanties (era gairebé idèntica als prototipus provats en competició pels pilots oficials de la marca), molts dels seus compradors eren simples afeccionats a la motocicleta de muntanya que la feien servir per a esbargir-se per camins fora d'asfalt. A més a més, les versions de 75 i 125 cc tenien gran acceptació entre els joves, ja que substituïen les antigues Lobito d'idèntica cilindrada.
En el vessant esportiu, malgrat que mai ningú no guanyà amb aquesta motocicleta cap de les dues principals competicions d'enduro d'aleshores (el Campionat d'Europa i els International Six Days Trial o ISDT, actualment anomenats ISDE), sí que s'hi aconseguiren nombrosos campionats estatals i medalles d'or als ISDT. Pilots com ara Narcís Casas, Josep Maria Pibernat, Joan Riudalbàs i Toni Soler en foren els usuaris més famosos, arribant a dominar el Campionat d'Espanya durant anys.

## Història
El llançament de la Frontera no fou una simple posada al dia de la Matador sinó que suposà un canvi radical del concepte, fins al punt que ambdós models tenien ben poc en comú. Ja feia anys que Bultaco estava treballant en la substitució del seu històric model i, després del fracàs de la Biflecha de 1973, els principals pilots de la marca optaren per una solució més radical: adaptar la lleugera i potent Pursang de motocròs a les regulacions del Tot Terreny, una idea (instigada entre d'altres per Toni Soler), que resultà plenament encertada i fructificà en la Frontera de 1975. La primera de la sèrie s'anomenà Mk9 tot continuant la numeració de la Pursang, amb la qual estava estretament emparentada (la Pursang MK9 aparegué un any després, el 1976). Inicialment, es fabricà en les cilindrades de 250 i 360 cc, per bé que aquesta darrera resultava una mica massa brusca de resposta (aviat, però, en sortí una versió dosificada i amb una corba de potència més plana).
Un any després, el 1976, n'aparegué una nova versió -la Mk10- amb grans canvis envers la primera: el motor lliurava 32 CV a 8.000 rpm, el canvi de cinc velocitats disposava de marxes més llargues, el bastidor era més petit i curt i les suspensions, més dures (millorant-ne així el comportament), alhora que el sistema elèctric esdevenia més sofisticat. Aquell any aparegueren també les versions per a joves (amb sengles motors de 74 i 125 cc i una estètica que imitava la de la nova Mk10), versions que venien a ocupar el buit deixat per la Lobito, la qual s'havia especialitzat en trial el 1975 amb la reconversió a Lobito T.
El 1977, mentre encara es comercialitzava la Mk10, Bultaco llançà una versió complementària que es vengué simultàniament: la Gold Medal, derivada directament de la Pursang MK10 d'aquell mateix any i que era més una motocicleta de motocròs matriculable que no pas una d'enduro estrictament parlant. El zenit de la Frontera s'assolí el 1978 amb la versió més reeixida de la nissaga, la Mk11, una moto d'enduro d'alt rendiment que marcà l'inici de la fi de la seva història d'èxits. Fou amb una Mk11 370 oficial que Narcís Casas aconseguí aquell 1978 el seu darrer campionat estatal de Tot Terreny i el de Bultaco, poc abans que la crisi financera de l'empresa, agreujada el 1979, aboqués l'empresa a la fallida i posterior tancament.
D'ençà de 1979, la pràctica desaparició del departament de curses de Bultaco coïncidí amb el declivi esportiu de Narcís Casas i l'ascensió de Carles Mas, qui aconseguiria per a Montesa diversos campionats estatals amb la Montesa Enduro. Mentrestant, una Bultaco en hores baixes fou incapaç de seguir evolucionant la Frontera (ni gairebé cap dels seus models, tret de la Sherpa T "blanca" i la Pursang MK15) i es dedicà bàsicament a rejovenir estèticament la moto, amb llançaments com ara el de la Frontera 74 "groga" i la Mk11 "blanca" el 1979. Cal esmentar també la Mk12 370 TT, una versió matriculable de la Pursang MK12 Everts de 1978 apareguda més tard que, tot i haver estat considerada com la darrera Frontera, era en realitat una Pursang amb enllumenat i un silenciador més gros.
Finalment, el darrer intent de Bultaco de renovar la Frontera es produí cap a 1980, quan es presentà a la premsa un prototipus anomenat Frontera Mk15 TT, derivada directament de la Pursang MK15, que no va arribar mai a la producció.

### Campionats d'Espanya guanyats
Els Campionats d'Espanya de Tot Terreny guanyats amb una Bultaco Frontera varen ser aquests:
| Any  | Campió       |
| ---- | ------------ |
| 1975 | Narcís Casas |
| 1976 | Narcís Casas |
| 1977 | Narcís Casas |
| 1978 | Narcís Casas |

1. ↑  El 1975, Josep Maria Pibernat guanyà també amb un prototipus de Bultaco el campionat reservat a motocicletes de fins a 175 cc

## Versions

### Llista de versions produïdes
| Versió      | Cilindrada | Id. Model | Núm. Sèrie  | Període en producció | Període en producció | Pintura dipòsit                    |
| Versió      | Cilindrada | Id. Model | Núm. Sèrie  | De                   | A                    | Pintura dipòsit                    |
| ----------- | ---------- | --------- | ----------- | -------------------- | -------------------- | ---------------------------------- |
| Mk9         | 250        | 152       | 152.000.001 | 1975                 | 1976                 | Vermell amb franja groga           |
| Mk9         | 360        | 143       | 143.000.001 | 1975                 | 1976                 | Vermell amb franja groga           |
| Civil Guard | ?          | 160       | 160.000.001 | 1976                 | 1976                 | Verd fosc                          |
|             |            |           |             |                      |                      |                                    |
| 74          | 74         | 174       | 174.000.001 | 1976                 | 1979                 | Vermell amb franja groga           |
| 125         | 125        | 186       | 186.000.001 | 1976                 | 1978                 | Vermell amb franja groga           |
|             |            |           |             |                      |                      |                                    |
| Mk10        | 250        | 180       | 180.000.001 | 1976                 | 1978                 | Blau tipus Pursang                 |
| Mk10        | 370        | 181       | 181.000.001 | 1976                 | 1978                 | Vermell amb franges argentades     |
|             |            |           |             |                      |                      |                                    |
| Gold Medal  | 250        | 492       | 492.000.001 | 1977                 | 1979                 | Daurat amb franges vermelles       |
| Gold Medal  | 370        | 493       | 493.000.001 | 1977                 | 1979                 | Daurat amb franges verdes          |
|             |            |           |             |                      |                      |                                    |
| Mk11        | 250        | 214       | 214.000.001 | 1978                 | 1979                 | Blau amb franges grogues           |
| Mk11        | 370        | 215       | 215.000.001 | 1978                 | 1979                 | Blau amb franges grogues           |
|             |            |           |             |                      |                      |                                    |
| 74 Groga    | 74         | 174B      |             | 1979                 | 1981                 | Groc                               |
| Mk11B       | 250        | 214A      |             | 1979                 | 1981                 | Blanc amb franges blava i vermella |
| Mk11B       | 370        | 215A      |             | 1979                 | 1981                 | Blanc amb franges blava i vermella |
|             |            |           |             |                      |                      |                                    |
| Mk15 TT     | 250        | -         | -           | 1980                 | 1980                 | Blau amb franges grogues           |
| Mk15 TT     | 370        | -         | -           | 1980                 | 1980                 | Blau amb franges grogues           |

1. ↑  Blau a les darreres versions

### Mk9
Fitxa tècnica
| • Dimensions |
| --- |
| - Longitud: 2.095 mm - Batalla: 1.400 mm - Ample manillar: 740 mm - Alçada selló: 900 mm - Alçada estreps: 370 mm - Alçada mínima sobre el terra: 260 mm |

| • Altres                                                                    |
| --------------------------------------------------------------------------- |
| - Encesa: Magneto alternador a volant - Embragatge: Multidisc en bany d'oli |

| • Dimensions |
| --- |
| - Longitud: 2.095 mm - Batalla: 1.400 mm - Ample manillar: 740 mm - Alçada selló: 900 mm - Alçada estreps: 370 mm - Alçada mínima sobre el terra: 260 mm |

| • Altres                                                                    |
| --------------------------------------------------------------------------- |
| - Encesa: Magneto alternador a volant - Embragatge: Multidisc en bany d'oli |

#### Civil Guard
A banda de proveir de motocicletes a serveis com ara la Creu Roja i Correus, Bultaco en proporcionà també a les forces armades espanyoles, entre elles diverses versions d'Alpina per a l'exèrcit espanyol i la Frontera "Guardia Civil" de 1976 (amb l'identificador de model 160) per a la unitat de muntanya de la guàrdia civil. Aquesta darrera era bàsicament una Frontera Mk9 pintada de verd i equipada amb accessoris adients per a la seva funció.

### Models 174 i 186
Fitxa tècnica
| • Dimensions |
| --- |
| - Longitud: 1.950 mm - Batalla: 1.280 mm - Alt x ample manillar: 1.080 x 830 mm - Alçada selló: 840 mm - Alçada estreps: 350 mm - Alçada mínima sobre el terra: 320 mm |

| • Altres                                                                                                |
| --- |
| - Encesa: Magneto alternador a volant - Embragatge: Multidisc en bany d'oli - PVP a l'època: 69.034 pts |

| • Dimensions |
| --- |
| - Longitud: 1.950 mm - Batalla: 1.280 mm - Alt x ample manillar: 1.080 x 830 mm - Alçada selló: 840 mm - Alçada estreps: 350 mm - Alçada mínima sobre el terra: 320 mm |

| • Altres                                                                    |
| --------------------------------------------------------------------------- |
| - Encesa: Magneto alternador a volant - Embragatge: Multidisc en bany d'oli |

Notes
1. ↑  Blau a les darreres versions.[15]
2. ↑  414,90 euros al canvi

### Mk10
Fitxa tècnica
| • Dimensions |
| --- |

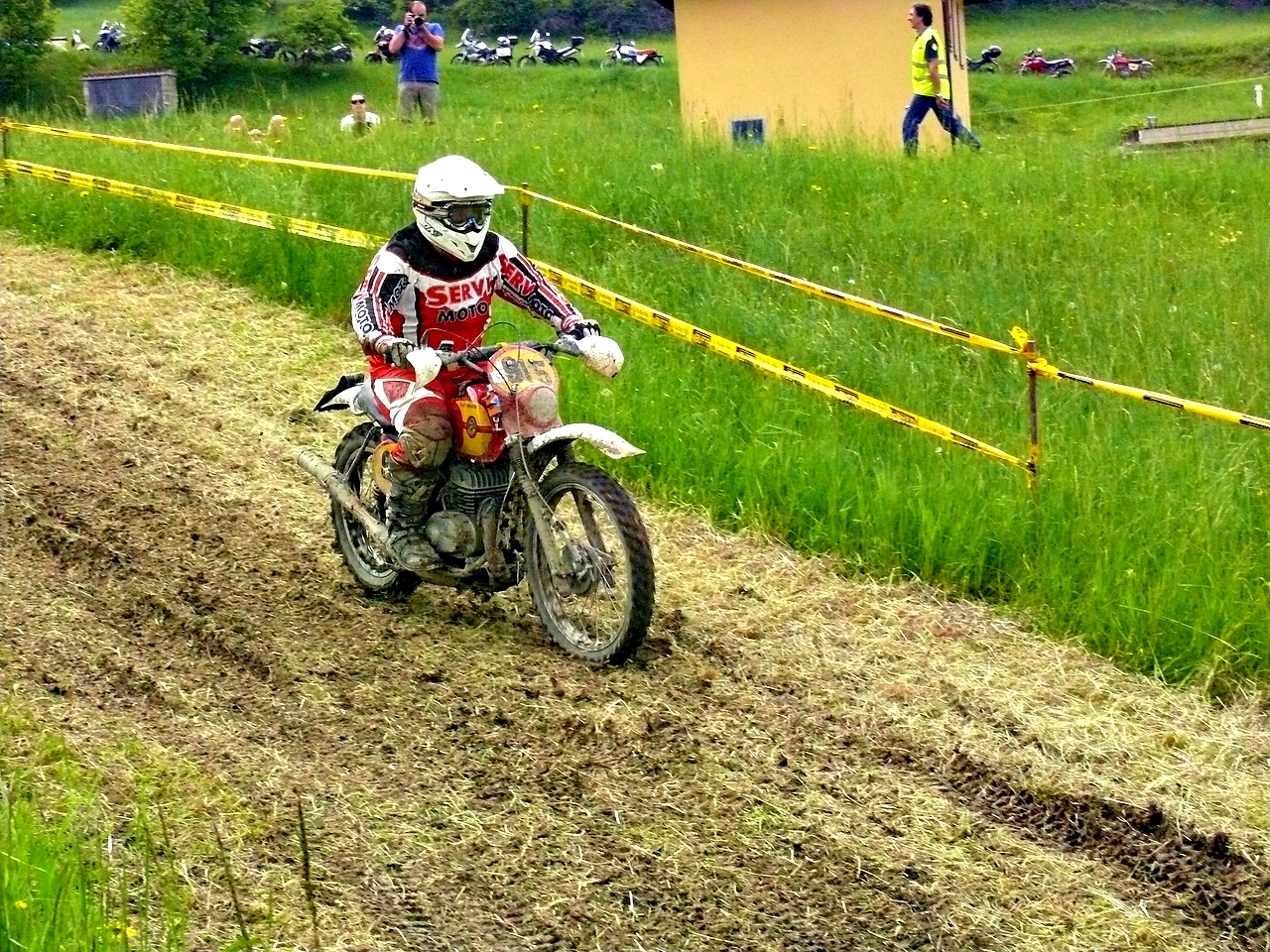
Una Bultaco Frontera MK10 370 en un enduro "Vintage" a Itàlia el 2018

| - Longitud: 2.090 mm - Batalla: 1.390 mm - Alt x ample manillar: 1.090 x 830 mm - Alçada selló: 890 mm - Alçada estreps: 380 mm - Alçada mínima sobre el terra: 320 mm |

| • Altres                                                                    |
| --------------------------------------------------------------------------- |
| - Encesa: Magneto alternador a volant - Embragatge: Multidisc en bany d'oli |

| • Dimensions |
| --- |
| - Longitud: 2.105 mm - Batalla: 1.405 mm - Alt x ample manillar: 1.090 x 830 mm - Alçada selló: 890 mm - Alçada estreps: 380 mm - Alçada mínima sobre el terra: 320 mm |

| • Altres                                                                    |
| --------------------------------------------------------------------------- |
| - Encesa: Magneto alternador a volant - Embragatge: Multidisc en bany d'oli |

### Gold Medal
La Gold Medal ("Medalla d'Or") aparegué només vuit mesos després de la presentació de la Frontera Mk10. El motiu d'aquest llançament sobtat fou el superàvit de Pursang amb què es trobà Bultaco després que una important partida enviada als EUA fos rebutjada a causa del seu lliurament tardà. De fet, la Frontera Gold Medal era realment una moto de motocròs "disfressada" d'enduro i, doncs, molt difícil de controlar per usuaris que no fossin pilots experts. Les revistes especialitzades de l'època varen descriure així la moto i la varen criticar pel fet de ser un «llop amb pell de xai», la qual cosa, lluny de desencoratjar els possibles compradors, va tenir l'efecte contrari (el fet de poder tenir una moto que «era només per a campions» esdevenia molt llaminer).
Fitxa tècnica
| • Dimensions                                                                                           |
| --- |
| - Longitud: 2.090 mm - Batalla: 1.390 mm - Alçada selló: 890 mm - Alçada mínima sobre el terra: 320 mm |

| • Altres                                                                                                |
| --- |
| - Encesa: Magneto alternador a volant - Embragatge: Multidisc en bany d'oli - PVP a l'època: 88.500 pts |

| • Dimensions                                                                                           |
| --- |
| - Longitud: 2.105 mm - Batalla: 1.405 mm - Alçada selló: 890 mm - Alçada mínima sobre el terra: 320 mm |

| • Altres                                                                                                |
| --- |
| - Encesa: Magneto alternador a volant - Embragatge: Multidisc en bany d'oli - PVP a l'època: 91.500 pts |

Notes
1. ↑  45 CV a 7.500 rpm segons unes altres fonts.[22]
2. ↑  531,90 euros al canvi
3. ↑  549,93 euros al canvi

### Mk11
Fitxa tècnica
| • Dimensions |
| --- |
| - Longitud: 2.110 mm - Batalla: 1.420 mm - Alt x ample manillar: 1.200 x 840 mm - Alçada selló: 940 mm - Alçada estreps: 400 mm - Alçada mínima sobre el terra: 345 mm |

| • Altres                                                                    |
| --------------------------------------------------------------------------- |
| - Encesa: Magneto alternador a volant - Embragatge: Multidisc en bany d'oli |

| • Dimensions |
| --- |
| - Longitud: 2.110 mm - Batalla: 1.420 mm - Alt x ample manillar: 1.200 x 840 mm - Alçada selló: 940 mm - Alçada estreps: 400 mm - Alçada mínima sobre el terra: 345 mm |

| • Altres                                                                    |
| --------------------------------------------------------------------------- |
| - Encesa: Magneto alternador a volant - Embragatge: Multidisc en bany d'oli |

### 74 Groga
Fitxa tècnica
| • Dimensions |
| --- |
| - Longitud: 1.960 mm - Batalla: 1.310 mm - Alt x ample manillar: 1.080 x 830 mm - Alçada selló: 830 mm - Alçada estreps: 370 mm - Alçada mínima sobre el terra: 250 mm |

| • Altres                                                                               |
| -------------------------------------------------------------------------------------- |
| - Encesa: Magneto alternador a volant electrònic - Embragatge: Multidisc en bany d'oli |

### Mk11B
Fitxa tècnica
| • Dimensions |
| --- |
| - Longitud: 2.110 mm - Batalla: 1.420 mm - Alt x ample manillar: 1.200 x 840 mm - Alçada selló: 940 mm - Alçada estreps: 400 mm - Alçada mínima sobre el terra: 345 mm |

| • Altres                                                                               |
| -------------------------------------------------------------------------------------- |
| - Encesa: Magneto alternador a volant electrònic - Embragatge: Multidisc en bany d'oli |

| • Dimensions |
| --- |
| - Longitud: 2.110 mm - Batalla: 1.420 mm - Alt x ample manillar: 1.200 x 840 mm - Alçada selló: 940 mm - Alçada estreps: 400 mm - Alçada mínima sobre el terra: 345 mm |

| • Altres                                                                               |
| -------------------------------------------------------------------------------------- |
| - Encesa: Magneto alternador a volant electrònic - Embragatge: Multidisc en bany d'oli |